# Топливо из водорослей

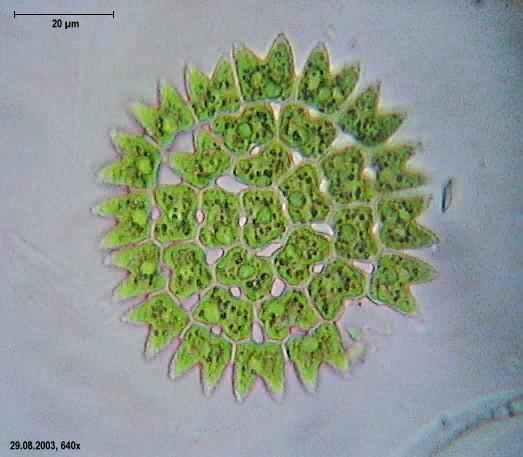
Микроводоросль Pediastrum duplex

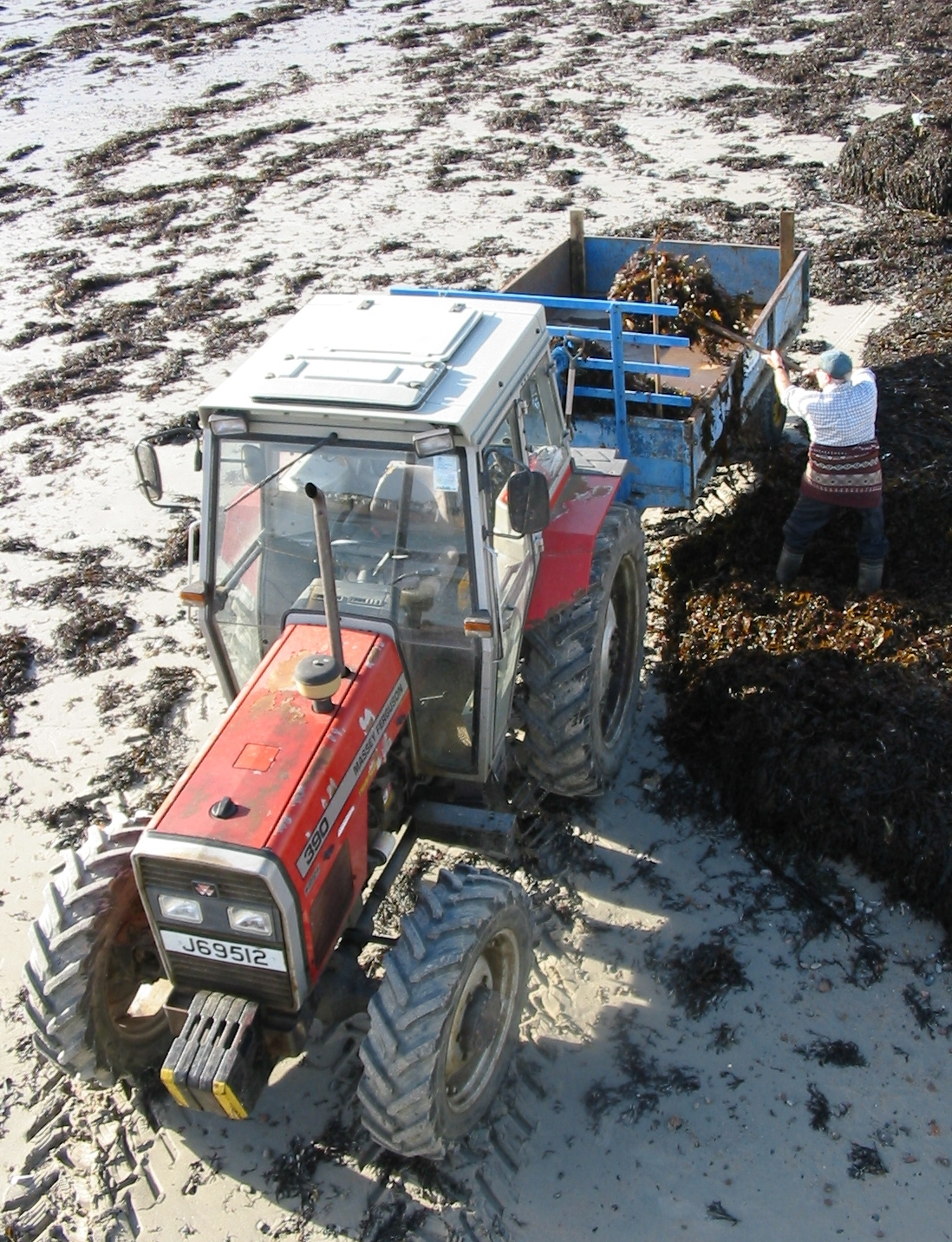
Добыча макроводорослей в северной Франции

Топливо из водорослей — топливо, получаемое из биомассы водорослей. В качестве водорослей объединяются фотосинтезирующие, живущие в воде организмы, которые филогенетически не обязательно родственны. Большинство из них живут либо в пресной, либо в морской воде.

## История
Впервые предложение выращивать микроводоросли в качестве источника жира для получения продуктов питания или топлива появилось в работах немецких учёных в 1942 году. После второй мировой войны в США, Германии, Японии, Великобритании и Израиле стали проводиться исследования по методам культивирования водорослей, а также разрабатывались системы для их выращивания в больших масштабах, особенно для видов рода Chlorella. Тогда исследования в этой области были сосредоточены в основном на выращивании водорослей в качестве источника питания или, в некоторых случаях, для очистки сточных вод.
Интерес к использованию водорослей в качестве источника биотоплива возродился во время нефтяного эмбарго и скачков цен на нефть в 1970-х годах, что побудило Министерство энергетики США инициировать Программу по водным видам в 1978 году. Цель программы заключалась в разработке жидкого топлива из водорослей, которое было бы конкурентоспособным по цене с топливом, полученным из нефти. В рамках программы было исследованы способы выращивания микроводорослей в открытых прудах, то есть в недорогих системах, интенсивно подвергающимся воздействиям окружающей среды, такими как перепад температуры и биологические инвазии. Среди наиболее важных выводов программы было то, что быстрый прирост биомассы и высокое содержание жиров в биомассе были «взаимоисключающими требованиями». В окончательном отчёте предполагалось, что необходимо применение генной инженерии над природными штаммами микроводорослей для преодоления естественных ограничений. Кроме того было подчёркнуто, что так называемые «идеальные виды» для эффективного производства биотоплива будут разными в зависимости от условий культивации. Хотя в рамках данной программы было успешно продемонстрирована возможность крупномасштабного производства биомассы водорослей в открытых прудах, также было показано, что конечный продукт (биотопливо) неконкурентоспособен по стоимости по отношению к ископаемым топливам, особенно когда цены на нефть упали в 1990-х годах. Было подсчитано, что даже при самых оптимальных условиях получения жир из водорослей будет стоить 59—186 долларов за баррель, тогда как стоимость нефти в 1995 году составляла менее 20 долларов за баррель. Таким образом, ввиду нерентабельности подобных разработок Программа по водным видам была закрыта в 1996 году. После её роспуска исследования в данном направлении интенсивно не проводились. Однако рост цен на нефть в 2000-х годах простимулировал возрождение интереса к биотопливу из водорослей. Многочисленные исследовательские проекты финансируются в Австралии, Новой Зеландии, Европе, на Ближнем Востоке и во многих других регионах.
В декабре 2022 года ExxonMobil, последняя крупная нефтяная компания, инвестировавшая в биотопливо из водорослей, прекратила финансирование исследований.

## Выращивание водорослей
На данный момент выращивание водорослей осуществляется преимущественно для получения сырья для химической и фармацевтической промышленности, а также для производства пищевых добавок или в качестве продукта питания. Используются виды многоклеточных (например, бурые водоросли) или одноклеточных водорослей, а также цианобактерий. Для производства этанола используются виды с высоким содержанием углеводов, такие как Sargassum sp., Gracillaria sp., Prymnesium parvum или Euglena gracilis. Они могут быть получены как из природных популяций, так и из культиваций. При исследованиях по производству топлива из водорослей используются виды обеих классов. Используются различные системы выращивания:

### Выращивание в открытых бассейнах
Выращивание водорослей может осуществляться через аквакультуру, например, в открытых бассейнах. В этом случае контроль условий ограничен, поэтому потенциал быстрого роста водорослей не может быть полностью реализован.

### Выращивание в биореакторах для водорослей
Реакторы для водорослей представляют собой закрытые системы в виде стеклянных труб, пластин или колонн. Могут использоваться только плавающие свободно микроводоросли. Преимущество этой системы заключается в том, что поверхность значительно увеличена, что позволяет получить больше света. Кроме того, условия, такие как концентрация питательных веществ, СО2 и О2, температура, перемешивание и другие, могут быть лучше контролируемыми. В сравнении с сельскохозяйственными культурами можно привязать в несколько раз больше CO2 на единицу площади. Однако высокие инвестиционные и эксплуатационные затраты требуются.
Необходимый для культивации CO2 может быть получен из процессов сжигания, например, из угольных электростанций. Использование воздуха имеет недостаток в том, что концентрация CO2 равна всего 0,038 %, поэтому возникают высокие затраты на подачу газа.

## Производство топлива
Биомасса водорослей состоит из множества различных соединений, которые могут быть использованы в качестве биотоплива. Обычно различают четыре вида топлива, выделяемых из биомассы из водорослей:
- Биодизель

Из некоторых видов водорослей целесообразно выделять жиры (моно-, ди- и триглицериды жирных кислот). Для этого биомассу хорошо просушивают, отжимают жировую фракцию механическим отжимом, из которой путём экстракции выделяют липофильные соединения. Полученное масло также может содержать терпены, которые также могут быть использованы для производства топлива. Далее смесь требуется разделить на отдельные компоненты. Жиры далее могут быть превращены в топливо с помощью переэтерификации с метанолом или этанолом. Получаемое горючее имеет свойства, близкие дизельному топливу.
- Биоэтанол

Углеводы, составляющие бо́льшую часть биомассы водорослей, могут быть превращены в этанол путём спиртового брожения.
- Биогаз

С помощью метанового брожения из биомассы водорослей может быть произведена смесь газов (в основном метан и углекислый газ), из которой отделяют целевой продукт — метан.
- Биоводород

Некоторые виды водорослей выделяют во внешнюю среду водород при определённых условиях, который может быть получен в виде газовой смеси с кислородом непосредственно из биореактора.

## Преимущества
- Урожайность с площади значительно выше при выращивании в реакторах из водорослей, чем при производстве биомассы в сельском хозяйстве. Таким образом, продуктивность микроводорослей в 15 раз выше, чем у рапса, а урожайность оценивается в 10 раз выше, чем у кукурузы.
- При культивации водорослей можно поглотить CO2 из выбросов, например, из выхлопных газов угольных электростанций, и закрепить его в биомассе.
- Не требуются ценные сельскохозяйственные угодья для выращивания водорослей.

## Недостатки
- Требуется большая площадь для полного поглощения CO2 из выбросов угольной электростанции. По оценкам, для установки реакторов с микроводорослями при мощности угольной электростанции 1100 МВт и годовым выбросом 5,4 млн т CO2 потребуется от 21 500 до 64 500 га (215 до 645 км2).
- Энергозатраты на производство высоки. Например, насосы для альгиного суспензии и отделение низкоконцентрированной биомассы через центрифугирование или фильтрацию очень энергоемки.
- В зимний период производительность значительно снижается из-за лучшего роста водорослей при более высоких температурах и сниженной солнечной радиации и, следовательно, фотосинтеза.